# Crisis de agosto de 1942
La crisis de agosto de 1942 fue posiblemente la crisis política interna más grave que vivió la dictadura de Francisco Franco en toda su historia. Se resolvió con la caída de Serrano Suñer, cuñado del general Franco y número dos del régimen, que había encabezado y dirigido su proceso de fascistización. La crisis fue desencadenada por el atentado de Begoña del 15 de agosto de 1942, por lo que también es conocida como crisis de Begoña. A partir de entonces se ralentizó el proceso de fascistización del régimen franquista conforme el signo de la Segunda Guerra Mundial fue cambiando a favor de los aliados.

## Antecedentes
El proceso de fascistización provocó serios temores entre los otros dos pilares del franquismo, la Iglesia católica y el Ejército, como se había puesto de manifiesto durante la crisis de mayo de 1941. En enero de 1942 se produjo un nuevo intento de derribar a Serrano Suñer por parte de los generales monárquicos, pero el general Franco no le retiró su apoyo. Se sospechó que detrás del complot estaba la embajada británica.
En febrero de 1942 una autodenominada Asociación Escolar Tradicionalista, que agrupaba a estudiantes carlistas, publicó un manifiesto en el que se hacía un llamamiento a entablar una cruzada contra la Falange y en favor del principio Un Rey, una fe.
A finales de marzo el general Espinosa de los Monteros, durante su toma de posesión de la capitanía general de la VI Región Militar con sede en Burgos, lanzó una dura crítica contra Serrano Suñer —aunque sin nombrarlo— al rememorar su etapa de embajador de España en Berlín, cargo que acababa de abandonar:

Se inició para mí un período lleno de amargura, provocada por la deslealtad y la ambición sin límites de quien, siendo mi superior jerárquico, procuraba en todo momento asfixiarme en el ambiente maquiavélico que constituye la norma de sus actividades.

El general Franco reaccionó destituyendo al general Espinosa de los Monteros y para compensar —«siguiendo la norma que adoptaba siempre que se hacían incontenibles las luchas en el seno del bloque hegemónico, a saber, castigando a los dos bandos en liza»— también destituyó al secretario de Serrano Suñer y entonces jefe del Servicio Exterior de Falange, Ximénez de Sandoval. La situación, sin embargo, no tendió a estabilizarse, sino todo lo contrario. Poco después de producirse estas destituciones, la noche del 2 de abril estallaba una bomba en el coche del ministro de Trabajo, el camisa vieja de Falange José Antonio Girón de Velasco, cuando estaba aparcado en la calle, hiriendo al sereno que pasaba por allí. La prensa no publicó nada sobre el suceso y tampoco se abrió una investigación judicial sobre el mismo, pero se rumoreó que había sido obra de jóvenes monárquicos, aunque también se dijo que había sido obra del propio Girón deseoso de aumentar su prestigio personal.
A principios de mayo se produjeron enfrentamientos durante varios días entre estudiantes falangistas y monárquicos en la Universidad de Santiago de Compostela que provocaron su cierre y la dimisión del rector al no ser oídas sus quejas sobre el comportamiento de los estudiantes falangistas. Incidentes similares se produjeron por las mismas fechas en Burgos, Pamplona y Barcelona. En esta última ciudad ambos bandos utilizaron armas de fuego. Poco después la policía detenía en Sevilla a un grupo de falangistas cuando pretendían volar un museo carlista y el 18 de mayo tenían lugar nuevos enfrentamientos en la Universidad de Madrid en los que hubo dieciocho heridos y que provocaron su cierre —la pelea se había iniciado cuando unos estudiantes falangistas intentaron arrancar el distintivo que llevaban varios estudiantes que representaba el blasón del «Rey Juan III».
Para intentar contrarrestar la creciente presión de los monárquicos, el general Franco volvió a escribirle el 12 de mayo una carta a don Juan de Borbón, heredero del rey Alfonso XIII, en la que le ofrecía un entendimiento directo al margen de sus consejeros, intentando vincular la Monarquía al régimen franquista. «Es mi ilusión, que me tarda, el coronarla para poderos ofrecer ese día, con la jefatura total del pueblo y sus ejércitos, el entronque con aquella Monarquía totalitaria [en referencia a los Reyes Católicos] que, por serlo, vio dilatarse sus tierras y sus mares».
El 18 de julio tuvieron lugar nuevos incidentes, esta vez a la salida de una misa conmemorativa de la victoria en la guerra civil celebrada en la iglesia de San Vicente de Bilbao en la que hubo un enfrentamiento entre jóvenes carlistas y la policía, resultando herido un comisario que recibió un golpe en la cara.

## Desarrollo

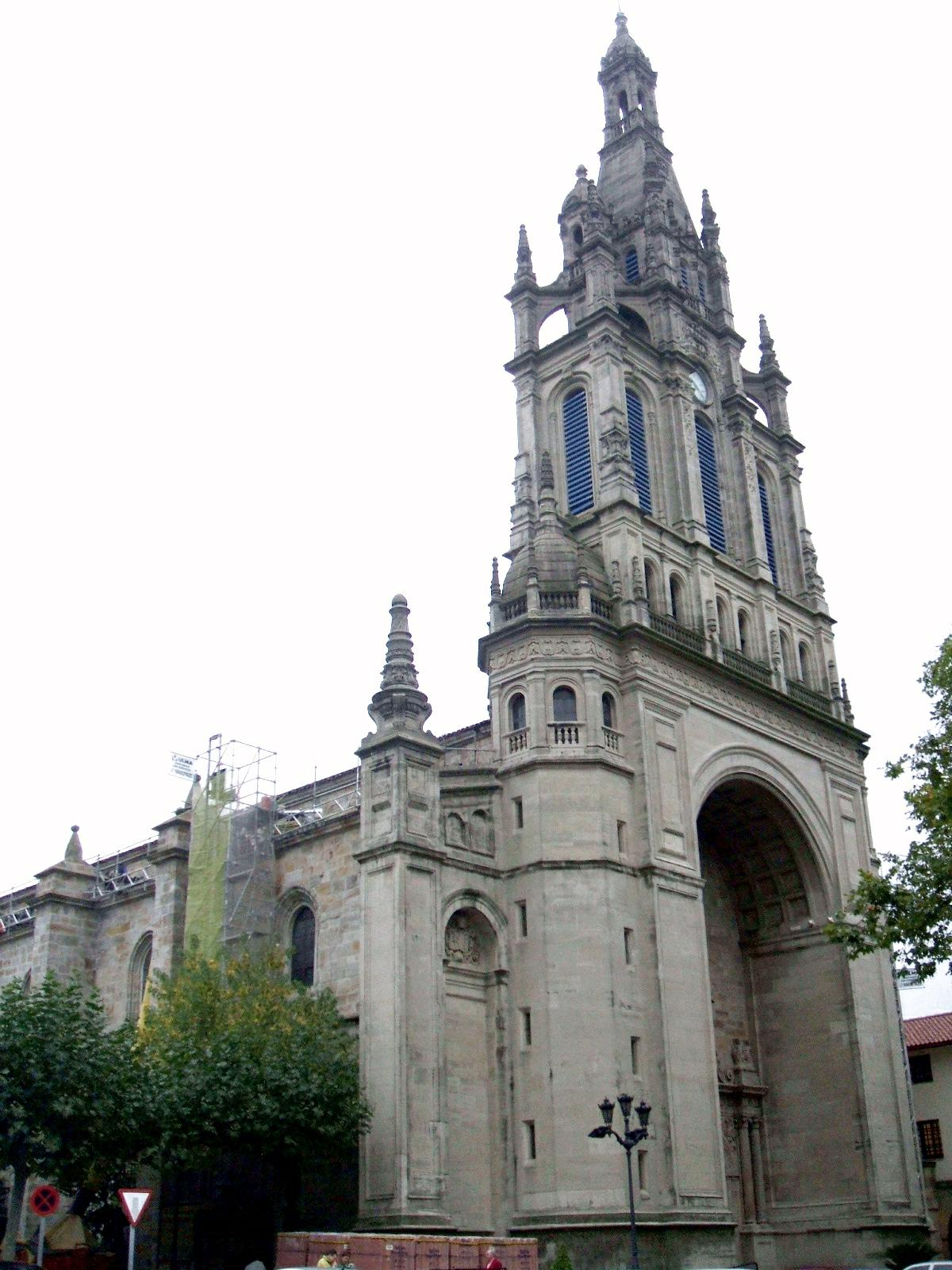
Basílica de Nuestra Señora de Begoña, frente a la cual se produjo el atentado de Begoña.

El 15 de agosto un grupo de falangistas lanzó dos granadas contra el gentío que salía de una misa presidida por el general José Enrique Varela, ministro del Ejército, en la basílica de Nuestra Señora de Begoña (en Bilbao) en honor a los combatientes carlistas caídos durante la guerra civil. Los altos mandos militares encabezados por el propio Varela, secundado por el general Valentín Galarza, ministro de la Gobernación, consideraron el atentado como un «ataque al Ejército» por parte de la Falange y exigieron la destitución de Serrano Suñer —el falangista que lanzó las bombas, Juan José Domínguez Muñoz, fue sometido a un consejo de guerra y ejecutado—.
El general Franco cesó a Serrano Suñer el 3 de septiembre —que fue sustituido por el general monárquico Francisco Gómez-Jordana que volvía a hacerse cargo del Ministerio de Asuntos Exteriores—, pero quiso dejar constancia de quién tenía el poder, y destituyó al mismo tiempo a los dos generales, Varela y Galarza, que habían encabezado la petición, sustituyéndolos por dos militares fieles a su jefatura. Tras la destitución de Serrano el general Franco no nombró a nadie para el puesto de presidente de la Junta Política de FET y de las JONS y la asumió él personalmente.
El primero en ser destituido fue Valentín Galarza, ocupando su cargo de ministro de la Gobernación Blas Pérez González. El general Varela, por su parte, presentó su dimisión al general Franco en una carta en la que le decía que solo aceptaría continuar si se cumplían ciertas condiciones, entre las que se encontraba la formación de un Gobierno «de autoridad para rectificar los errores del pasado», lo que fue interpretado por Franco como una insubordinación hacia su jefatura, por lo que acabó aceptando su dimisión después de pedirle que rectificara. Pero al mismo tiempo Varela presionó al resto de tenientes generales para que no aceptaran el puesto, por lo que Franco tuvo que nombrar a un general de división, Carlos Asensio, a quien tuvo que ordenar que aceptara el nombramiento, dejándole muy claro que no toleraría ningún desafío a su autoridad. «Ya sé que algún día saldré de aquí con los pies por delante», le dijo. También fue destituido el jefe de las milicias falangistas José Luna Meléndez, a pesar de que este había declarado su lealtad inquebrantable al "Generalísimo". Su sustituto fue Manuel Mora Figueroa, que no ocupó el cargo demasiado tiempo, ya que Franco acabaría disolviendo la milicia del partido; su disolución encontró alguna oposición interna, pero Franco logró imponerse.
En cuanto a la destitución de Serrano Suñer, parece que fue decisiva la opinión del vicesecretario de la Presidencia del Gobierno, el capitán de navío Luis Carrero Blanco, que le dijo al general Franco: «Si después de lo sucedido no sale del Gobierno Serrano Suñer, los españoles dirán que quien manda en este país es él y no vuestra excelencia». Sin embargo, Paul Preston afirma que se ha sobrevalorado el papel de Carrero en la crisis, ya que resulta «inconcebible que, tras el enfrentamiento con Varela, Franco no supiera que para sobrevivir a las presentes dificultades debía tomar medidas contra Serrano Suñer, que como presidente de la Junta Política de la Falange era su figura más destacada y con mayor autoridad». Según Preston, Franco estaba obligado a «equilibrar el golpe que para sus generales significaba la salida de Varela».
Serrano Suñer no fue recompensado con ningún puesto en el Estado, ni siquiera honorífico, por lo que volvió a ejercer su profesión de abogado. En cuanto a la relación entre las dos familias, esta «se volvió fríamente cortés» y Carmen Polo se distanció de su hermana Zita Polo, esposa de Serrano Suñer.

## Consecuencias
Terminada la Segunda Guerra Mundial, la propaganda y la historiografía franquistas explicaron la crisis como el resultado del cambio de la política exterior del general Franco al sustituir al germanófilo Serrano Suñer por el anglófilo Gómez Jordana al frente del Ministerio de Asuntos Exteriores. Sin embargo, esta interpretación es difícilmente sostenible si se tienen en cuenta los otros cambios que hubo en el gobierno, ya que el anglófilo general Varela fue sustituido por el general Asensio, destacado partidario del Eje; y el monárquico Galarza por el falangista Blas Pérez González. Además, Gómez Jordana no fue la primera persona a la que Franco le ofreció el cargo. Según afirmó Serrano Suñer años más tarde Franco nombró a Gómez Jordana porque se trataba de un general acostumbrado a la disciplina militar y que por tanto nunca le discutiría sus decisiones. Por otro lado, Hitler mostró su satisfacción por la caída de Serrano porque ponía «fin a su juego de hacerse pasar por amigo del Eje mientras evitaba que España se uniera a la coalición», y en una carta que envió a Mussolini con fecha del 18 de septiembre, Franco le aseguró que «los cambios habidos en el Gobierno español no afectan en lo más mínimo a nuestra posición en el exterior sino [que tienden] a reforzar la política interior». Sin embargo, como reconoce Paul Preston, «las inclinaciones de Jordana a favor de los aliados tuvieron gradualmente su efecto, a pesar de las persistentes esperanzas del Generalísimo en el triunfo del Eje».
El gran vencedor de la crisis fue el general Franco, para quien «supuso la mayoría de edad política» —«nunca más sería tan dependiente de un hombre como lo había sido de Serrano Suñer»—. El otro vencedor fue el Ejército, que ganó un considerable peso político frente a la Falange, que fue «más que nunca, la Falange de Franco».